# آتشفشان توزوفسکی
آتشفشان توزوفسکی (انگلیسی: Tuzovskiy) یک کوه آتشفشانی در شبه‌جزیره کامچاتکای کشور روسیه است.